# Louis-Jacques Rollet-Andriane
Jacques-Louis Rollet-Andriane (* 19. August 1923 in Trévoux; † 19. Juli 2009) war ein französischer Widerstandskämpfer, Diplomat, Kulturfunktionär und Schriftsteller.

## Werdegang
Rollet-Andriane war der Sohn von Claudine Cécillon und Joseph Rollet-Andriane, einem Versicherungsvertreter. Ab November 1940 studierte er Rechtswissenschaft an der Universität Lyon II. Anschließend absolvierte er die École libre des sciences politiques in Lyon und trat in den aktiven Widerstand, beteiligte sich dann an der Schaffung der Forces Universitaires de Libération (F.U.L.), anschließend an der Gründung der Forces Universitaires de la Jeunesse. Er war Mitgründer und Herausgeber von Libre France (einer Untergrund-Wochenzeitung der Forces Universitaires de Libération). Ab 1943 wurde er Generalsekretär für die Südzone der Forces unies de la jeunesse patriotique (FUJP) sowie zum Koordinator der Studentenbewegung Union des Etudiants Patriotes in der F.U.J.P. und im Anti Deportation Committee (C.A.D.). Nach dem D-Day schloss er sich dem Maquis an.
1948 lernte auf einem Ball seine spätere Frau, Marayat Bibidh, die mit dem Namen Emmanuelle Arsan als Schriftstellerin bekannt werden sollte, kennen. Ihre Töchter sind Sophie und Danièle.
1956 war Rollet-Andriane der erste internationale Mitarbeiter der Southeast Asia Treaty Organization (SEATO) in Bangkok. Von 1956 bis 1963 war er Direktor für kulturelle Beziehungen (später das Büro für kulturelle und wirtschaftliche Angelegenheiten) und initiierte zahlreiche SEATO-Konferenzen, darunter Treffen der Dekane der Universitäten. Von 1963 bis 1967 leitete er die Verwaltung der SEATO in Bangkok. Von 1967 bis 28. Februar 1973 koordinierte er eine Kampagne der UNESCO zur Restaurierung von Kunstwerken in Florenz und zur Bewahrung kultureller Schätze in Venedig.
Im Oktober 1976 bereiste er im Auftrag der UNESCO mit Harold James Plenderleith (1898–1997) Äthiopien, Kenia und Uganda, um die Möglichkeit der Einrichtung eines regionalen Zentrums zur Erhaltung von Kulturgut zu untersuchen. In ihrem Gutachten empfahl die Mission das Errichten von zwei Zentren, eines für Äthiopien, Somalia und Sudan und eines für Kenia, Uganda und Tansania. Er war Berater des International Center for the Study of the Preservation of Cultural Property (ICCROM) und Sonderberichterstatter des Generaldirektors der UNESCO René Maheu.

## Mögliche Autorschaft der Emmanuelle-Bücher
Der Produzent des Films Laura, Ovidio G. Assonitis, behauptete im Jahr 2007, dass die Emmanuelle-Bücher und Filmskripte nicht von seiner Ehefrau Marayat Rollet-Andriane, sondern von Louis-Jacques Rollet-Andriane geschrieben worden seien; dieser habe auch bei Laure Regie geführt. Ursprünglich habe er die seinerzeit schockierenden Bücher unter einem Pseudonym veröffentlicht, um seine Diplomatenkarriere nicht zu gefährden, später habe dann seine Frau die Rolle der Emmanuelle Arsan angenommen. Assonitis beschreibt Louis-Jacques Rollet-Andriane als „sehr intellektuell“, aber auch als einen „sehr seltsamen Typ“; er sei ein „sexueller Maniker, allerdings mehr im geistigen als im praktischen Sinne.“

## Veröffentlichungen
- Louis-Jacques Rollet-Andriane, Return and Restitution of Cultural Property: Precedents, 31 Museum 4, 6 (1979). 104. Id. At 4. 105.
- Unter seinem richtigen Namen veröffentlichte er 1969 zusammen mit Michel Conil-Lacoste im Rahmen einer seiner Missionen für die UNESCO ein „Sauver Venise“, das von Arnoldo Mondadori, einem Mailänder Verleger, herausgegeben und 1971 ins Französische übersetzt wurde (Robert Laffont).